# Brug 44

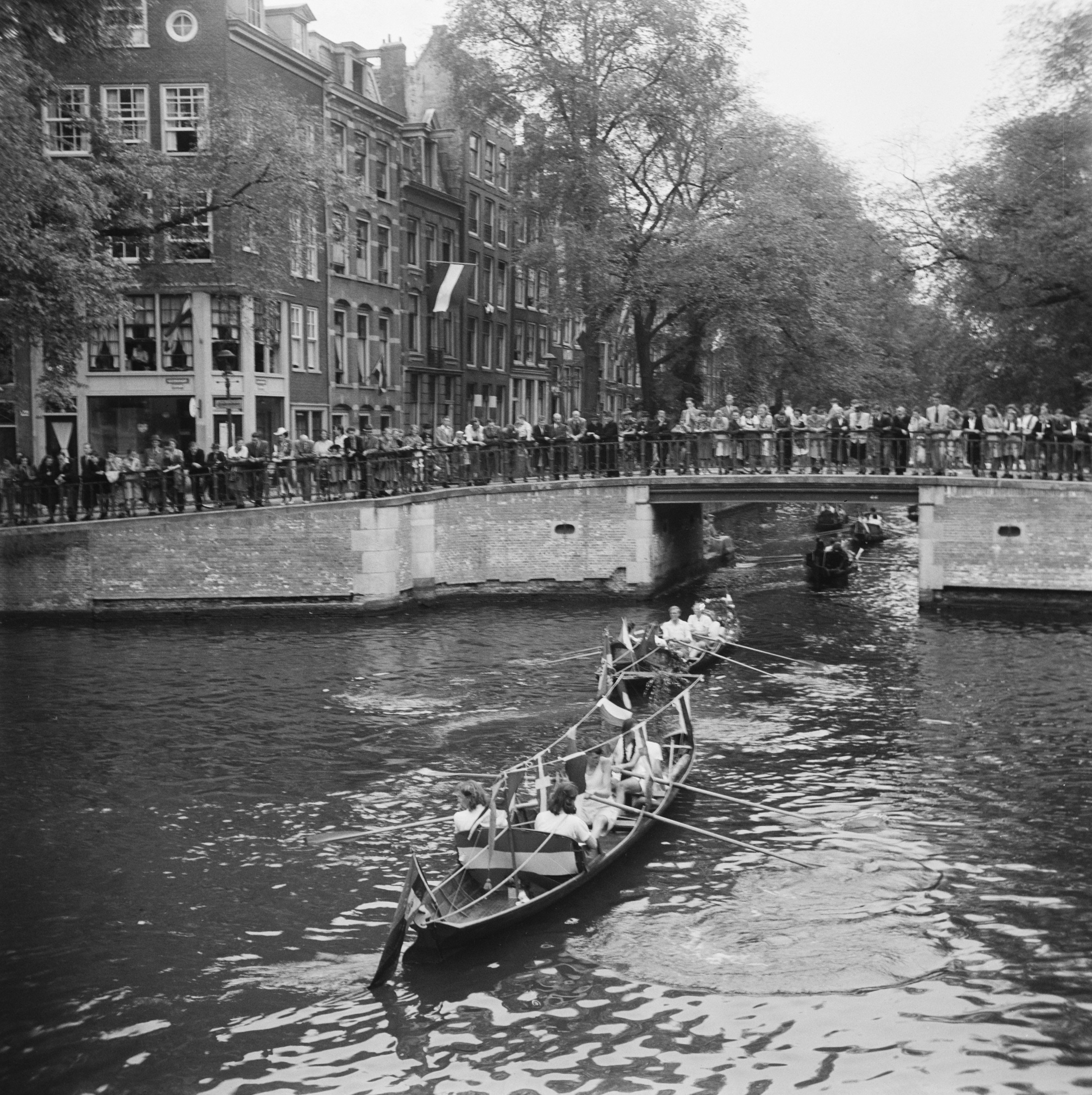
Roeiregatta in de grachten. Locatie Keizersgracht, hoek Leidsegracht, met brug nr. 44; 28 juni 1945. De plaatbrug is in de jaren zeventig vervangen door een boogbrug.

Brug 44 is een vaste brug in Amsterdam-Centrum.
De boogbrug is gelegen in de zuidwestoever van de Keizersgracht. De brug overspant de Leidsegracht. De brug is zelf geen monument, daar is zij te jong voor, maar is omringd door rijksmonumenten. Ten westen van de brug liggen twee aanlegkaden dan wel terrasjes.
Er ligt hier al eeuwen een brug. Stadsarchitect Daniël Stalpaert tekende de brug al in op zijn kaart van 1662, maar de omgeving is nog als onbebouwd aangegeven.Frederick de Wits kaart van 1688 laat de brug zien. Aan het eind van de 19e eeuw kwam hier een simpele plaatbrug. Dit kwam doordat de aanpalende boogbrug over de Keizersgracht was ingestort. Dit woekerde de angst aan dat ook andere boogbruggen zouden instorten. Bovendien had men toen minder oog voor de esthetische waarde van de brug. Als de brug in de jaren zeventig van de 20e eeuw voor groot onderhoud in aanmerking komt, is de situatie omgedraaid. Men heeft de vaardigheid voor boogbruggen weer onder de knie en wenst een brug die past in het straatbeeld, de boog brug kwam hier terug in 1978. Het werd destijds wel omschreven als "architectonische leugen", een brug in de stijl van de 17e eeuw maar met een betonnen overspanning en dito fundering. Na de oplevering kon de brug weer tijden mee.  
De brug had als officieuze aanduiding de Hemonybrug, een vernoeming naar de gebroeders Pieter en François Hemony, die op de hoek van de Keizersgracht en het Molenpad (om de hoek bij de brug) in de 17e eeuw hun werkplaats hadden. De brug ligt dus niet nabij de Hemonystraat en Hemonylaan, die in Amsterdam-Zuid, De Pijp, gesitueerd zijn en pas eind 19e eeuw hun naam kregen. Die afwijkende plaats tot straat en laan is een van de redenen dat de Hemonybrug in 2016 ter sprake kwam bij het college van burgemeester en wethouders van Amsterdam. Bij een controle over de brugnamen bleek dat de naam niet voldeed aan de richtlijnen, die gelden om opgenomen te kunnen worden in de Basisregistratie Adressen en Gebouwen. De brug kwam voor op lijst 2 van twee lijsten met aan te passen officieuze brugnamen,
- lijst 1 bevat officieuze brugnamen die officieel gemaakt zouden kunnen worden
- lijst 2 bevat officieuze brugnamen, waarover na een inspraakronde beslist wordt of de naam officieel erkend wordt, dan wel officieel wordt afgekeurd.

De vernoeming hield geen stand en sindsdien gaat de brug anoniem door het leven (dat wil zeggen alleen met een nummer).
1 · 2 · 3 · 4 · 5 · 6 · 7 · 8 · 9 · 10 · 11 · 12 · 13 · 14 · 15 · 16 · 17 · 18 · 19 · 20 · 21 · 22 · 23 · 24 · 25 · 26 · 27 · 28 · 29 · 30 · 31 · 32 · 34 · 35 · 36 · 37 · 38 · 39 · 40 · 41 · 42 · 43 · 44 · 45 · 46 · 47 · 48 · 49 · 50 · 51 · 52 · 53 · 54 · 55 · 56 · 57 · 58 · 59 · 60 · 61 · 62 · 63 · 64 · 65 · 66 · 67 · 68 · 69 · 70 · 71 · 72 · 73 · 74 · 75 · 76 · 77 · 78 · 79 · 80 · 81 · 82 · 84 · 85 · 86 · 87 · 88 · 89 · 90 · 91 · 92 · 93 · 94 · 95 · 96 · 97 · 98 · 99 · >>>
Brugnummers 33 en 83 zijn niet (meer) vergeven